# José Ortega y Gasset
José Ortega y Gasset (Madrid, 9 mei 1883 - aldaar, 18 oktober 1955) was een invloedrijk Spaans filosoof, die met zijn boek 'La rebelión de las masas' (De opstand der horden) internationale bekendheid verwierf. Hij wordt geassocieerd met de Generatie van '98 en drukte een stempel op het denken en de bewogen politiek van zijn land in de eerste helft van de 20e eeuw.
De Ortega-hypothese is afgeleid van zijn boek 'La rebelión de las masas', al was Ortega het daar zelf waarschijnlijk niet eens mee eens.

## Biografie
José Ortega y Gasset werd 1883 geboren in een familie van journalisten in Madrid. Zijn vader José stond aan het hoofd van het nieuwsblad El Imparcial, dat eigendom was van de familie van zijn moeder, Dolores Gasset. José junior volgde zijn opleiding aan een Jezuïetencollege in Málaga, studeerde van 1897 tot '98 aan de Universidad de Deusto in Bilbao en vervolgens aan de Universiteit van Madrid, waar hij promoveerde in 1904 tot doctor in de filosofie. De volgende vijf jaren bracht hij door op de universiteiten van Berlijn, Leipzig en andere steden in Duitsland. In Marburg raakte hij onder de indruk van het neokantianisme van Hermann Cohen en Paul Natorp. Terug in Madrid werd hij in 1910 aangesteld als professor Psychologie, Logica en Ethiek in opvolging van Nicolás Salmerón. Hij behield die positie tot aan het uitbreken van de Spaanse Burgeroorlog in 1936. Daarnaast was hij actief als essayist in tijdschriften.
In 1914 debuteerde hij als auteur met Meditaciones del Quijote (Don Quichot-meditaties), een geheel van waarnemingen waarin de eerste trekken van zijn levensbeschouwelijke overtuigingen reeds zichtbaar worden. Ook in dat jaar stichtte hij de Liga de Educación Política Española (Spaanse Liga voor Politiek Onderwijs) en begon zijn politieke activiteit.
In 1923 richtte hij de Revista de Occidente (Westers Magazine) op, een politiek en literair tijdschrift waarvoor hij werkte als redacteur en uitgever. Het blad was bedoeld om het Spaanse intellectuele leven te moderniseren en vertalingen te publiceren van het werk van westerse filosofen, zoals Johan Huizinga, Oswald Spengler, Edmund Husserl en Bertrand Russell. De nadruk lag hierbij op in Spanje nog onbekende filosofische Duitse denkbeelden.
Ortega leidde de republikeinse intellectuele oppositie onder de dictatuur van Miguel Primo de Rivera (1923-1930), en hij steunde de onttroning van koning Alfonso XIII in 1931. Beroemd werd de zin "Delenda est Monarchia!" (Latijn voor: De monarchie dient vernietigd te worden) uit een artikel dat hij op 15 november 1930 in zijn krant El Sol (De zon) schreef. Hij werd verkozen tot afgevaardigde van de provincie León in het parlement van de Tweede Spaanse Republiek, waar hij leiding gaf aan een parlementaire groep intellectuelen die bekend kwam te staan als La Agrupación al servicio de la república ("De groepering in dienst van de republiek"). Door zijn publieke stellingnames zag hij zich genoodzaakt te vluchten toen de burgeroorlog uitbrak. Na korte verblijven in onder meer Parijs, Leiden en Amsterdam vertrok hij voor een zelfgekozen ballingschap naar Argentinië, waar hij verbleef van 1939 tot 1942 en daarna in Lissabon.
Na de oorlog besloot hij eerst in Portugal te blijven wonen. In 1948 keerde hij terug naar Madrid, onder het fascistische Franco-bewind, voor de oprichting van zijn Instituto de Humanidades. Zijn lezingen hier trokken vele toehoorders. Gasset werkte het perspectivisme van Nietzsche verder uit, waarbij hij vasthield aan een objectieve werkelijkheid, die zou ontstaan als de som van alle gezichtspunten, die verweven zijn met de concrete levenslopen van alle individuen. De verbindende "razón vital" of "vitale rede" zou gelijkstaan aan de "zin van het leven". Een vaak aangehaalde uitspraak luidt Yo soy yo y mi circunstancia (...). : ik ben ik en mijn omstandigheden (...). Ondanks het succes stond de fascistische regering het Instituut zelden toe om vrij te functioneren zodat het uiteindelijk zijn activiteiten beëindigde in 1950.
Ortega was een productief auteur. Ook zijn lezingen werden gebundeld en uitgegeven. De toegankelijkheid van zijn werk wordt mede toegeschreven aan de logische opbouw en het eenvoudige taalgebruik. Zijn belangrijkste boek, La rebelión de las masas uit 1930, bezorgde hem internationale roem. Het werd in 1932 in het Engels vertaald als The Revolt Of The Masses en in 1933 door Johan Brouwer in het Nederlands als De opstand der horden. In deze studie definieert hij de "massamens" als iemand die zichzelf ziet als "net als ieder ander" en hij betwijfelt of de horde in staat is om eigen baas te zijn. Juist vanwege dit werk wordt hij wel tot de cultuurpessimisten gerekend.

## Werk in Nederlandse vertaling
- José Ortega y Gasset: De opstand van de massamens, Ingeleid, vertaald en geannoteerd door Diederik Boomsma. Rotterdam, Lemniscaat 2015, ISBN 978-90-4770-686-1
- José Ortega y Gasset: De opstand der horden. Vertaling door J. Brouwer. ’s Gravenhage, Leopold, 1933; 16e druk 1983, ’s Gravenhage,  Nijgh & Van Ditmar: ISBN 90-236-5567-2
- José Ortega y Gasset: Zelfinkeer en verbijstering, en drie andere essays (o.a.: Geloven en denken). Vert. door G.J. Geers. ’s Gravenhage, Leopold, 1975. Geen ISBN.  (1e druk:  1949)
- José Ortega y Gasset: Bespiegelingen over leven en denken, historie en techniek. Vert. uit het Spaans door G.J. Geers. 3e [=4e] druk, ’s Gravenhage, Leopold, 1975. ISBN 90-258-2587-7 (1e druk: 1951)
- José Ortega y Gasset: Crises in leven en liefde, in kunst en historie. Vert. door G.J. Geers. ’s Gravenhage, Leopold, 1957
- José Ortega y Gasset: De mens en de mensen.  Vert. door G.J. Geers. ’s Gravenhage, Leopold, 1958
- José Ortega y Gasset: Het geluk van het jagen. Vert. door G.J. Geers. ’s Gravenhage, Leopold,  1959
- José Ortega y Gasset: De taak van de universiteit.  Vert. door G.J. Geers. ’s Gravenhage, Leopold,  1959
- José Ortega y Gasset: Wat is filosofie?. Vert. door M. Vanderzee. Utrecht, uitgeverij IJzer, 2009. ISBN 978-90-8684-035-9  (1e druk 1960 bij Leopold, vert. J. Brouwer)
- José Ortega y Gasset: De taak van onze tijd. Vert. door G.J. Geers. 3e druk, ’s Gravenhage, Leopold, 1966. Geen ISBN. (1e druk: 1963)
- José Ortega y Gasset: Over kunstkritiek. Vertaling Alwin van Ee. In: Nexus 52 (2009), pag. 123-128.